# 胡宁大区
胡寧大區（Departamento de Junín）是秘魯中部的一個大區，地處阿爾蒂普拉諾高原之上。面積44,197.23平方公里，2007年人口1,091,619人。首府萬卡約。
1821年2月12日建區。下分9省123區。